# Bulbophyllum hellwigianum
Bulbophyllum hellwigianum är en orkidéart som beskrevs av Friedrich Fritz Wilhelm Ludwig Kraenzlin och Otto Warburg. Bulbophyllum hellwigianum ingår i släktet Bulbophyllum och familjen orkidéer. Inga underarter finns listade i Catalogue of Life.